# Kombori
Kombori è un dipartimento del Burkina Faso classificato come comune, situato nella provincia  di Kossi, facente parte della Regione di Boucle du Mouhoun.
Il dipartimento si compone del capoluogo e di altri 16 villaggi: Abaye, Aourèma, Ba-Peulh, Daga, Gani, Kolonkani-Ba, Konna, Lonani, Magadian, Ouori, Sanakadougou, Sassambari, Siekoro, Siewali, Siguidé e Yaran.